# Municipio de Montour
El municipio de Montour (en inglés: Montour Township) es un municipio ubicado en el condado de Columbia en el estado estadounidense de Pensilvania. En el año 2000 tenía una población de 1437 habitantes y una densidad poblacional de 60,2 personas por km².

## Geografía
El municipio de Montour se encuentra ubicado en las coordenadas 40°58′00″N 76°30′59″O / 40.96667, -76.51639.

## Demografía
Según la Oficina del Censo en 2000 los ingresos medios por hogar en la localidad eran de $38 125 y los ingresos medios por familia eran de $42 583. Los hombres tenían unos ingresos medios de $31 250 frente a los $22 868 para las mujeres. La renta per cápita de la localidad era de $18 670. Alrededor del 10,1% de la población estaba por debajo del umbral de pobreza.